# 1142
1142 (MCXLII) a fost un an obișnuit al calendarului iulian.

## Evenimente
- 22 aprilie: Vladislav al II-lea de Boemia este înfrânt în bătălia de la Vysoka de către nobilii revoltați, conduși de Conrad de Znojmo: în continuare, împăratul Conrad al III-lea de Hohenstaufen intervine, restaurându-l pe Vladislav pe tron.
- 25 iunie: Lupta de la Montmelian. A avut loc  între contele Amedeo al III-lea de Savoia și Guiges d'Albon, conte de Viennois; cel din urma moare câteva zile mai târziu, din cauza rănilor primite.
- 25 septembrie: Împăratul bizantin Ioan al II-lea Comnen apare cu trupele sale în fața Antiohiei, însă principele Raymond de Poitiers îi refuză intrarea în oraș; bizantinii pradă împrejurimile, după care se retrag în Cilicia.

### Nedatate
- mai: Dieta de la Frankfurt: Henric Leul devine duce de Saxonia.
- decembrie: Neînțelegere între regele Ludovic al VII-lea al Franței și Statul papal în privința alegerii arhiepiscopului de Bourges; dat fiind ca protejatul papal se refugiază la curtea lui Theobald al II-lea de Champagne, regele Franței invadează Champagne și incendiază Vitry-en-Perthois.
- Imperiul almoravizilor se destramă, după moartea lui Ali ben Yussef; fiul său, Tashfin ben Ali, încearcă în zadar să oprească înaintarea almohazilor.

## Arte, științe, literatură și filozofie
- Orderic Vitalis încheie Historia ecclesiastica.
- William din Malmesbury termină lucrul la Historia Novella.

## Înscăunări
- Mai: Henric Leul, duce de Saxonia (1142-1180).
- Konoe, împărat al Japoniei (1142-1155)

## Nașteri
- Farid od-Din Mohammad ebn Ebrahim Attar, poet mistic persan (d. 1220).
- Hugues al III-lea, duce de Burgundia (d. 1192).
- Takanobu, pictor și poet japonez (d. 1205).

## Decese
- 27 ianuarie: Yue Fei, militar chinez (n. 1103).
- 21 aprilie: Pierre Abélard, filosof, logician, teolog francez (n. 1079).
- 28 iunie: Guiges d'Albon, conte de Vienne (n. ?)
- 18 decembrie: Godefroi al II-lea de Louvain, duce al Lorenei Inferioare (n. 1110).
- Alexios Comnen, fiu al împăratului Ioan al II-lea al Bizanțului (n. 1106).
- Ali ben Yussef, suveran almoravid (n. ?)
- Andronic Comnen, fiu al împăratului Ioan al II-lea al Bizanțului (n. 1108).
- Orderic Vitalis, cronicar englez (n. 1075)